# Синьков, Анатолий Иванович (1916)
Анато́лий Ива́нович Синько́в (23 апреля 1916, Козлово, Тверская губерния — 29 июля 1986, Калининград) — майор Советской Армии, участник Великой Отечественной войны, Герой Советского Союза (1945).

## Биография
Анатолий Синьков родился 23 апреля 1916 года в деревне Козлово (ныне — Спировский округ Тверской области). После окончания Московского механического техникума работал на торфодобыче. Окончил курсы при Калининском пехотном училище. С октября 1942 года — на фронтах Великой Отечественной войны.
К ноябрю 1944 года капитан Анатолий Синьков был заместителем по строевой части командира 361-го отдельного пулемётно-артиллерийского батальона 159-го укрепрайона 40-й армии 2-го Украинского фронта. Отличился во время освобождения Венгрии. 2 ноября 1944 года батальон Синькова переправился через реку Тиса к юго-западу от города Кишварда и захватил плацдарм на её берегу, после чего успешно удержал и расширил его.
Указом Президиума Верховного Совета СССР от 24 марта 1945 года за «образцовое выполнение боевых заданий командования на фронте борьбы с немецкими захватчиками и проявленные при этом мужество и героизм» капитан Анатолий Синьков был удостоен высокого звания Героя Советского Союза с вручением ордена Ленина и медали «Золотая Звезда» за номером 1995.
В 1946 году в звании майора Синьков был уволен в запас. Проживал и работал в Калининграде. Умер 29 июля 1986 года, похоронен в Калининграде.
Был также награждён орденом Красного Знамени, двумя орденами Отечественной войны 1-й степени, орденами Отечественной войны 2-й степени, Красной Звезды и «Знак Почёта», рядом медалей.